# Kent Lundholm
Kent Lundholm, född 1958 i byn Bäckmyran utanför Lycksele, är en svensk författare. Han romandebuterade 1999 med Svin föder svin. Lundholm har skrivit sex romaner och en självbiografi, utgivna av Ord & Visor förlag.

## Biografi
Kent Lundholm är född och uppvuxen i Bäckmyran. Om bland annat detta skriver Kent Lundholm i sin roman Konungarnas konung från Baklandet; det senare ett fiktivt namn för just Bäckmyran.  Många av de skrönor han hörde som barn har följt med hans författarskap.
Kent Lundholm utbildade sig till sjuksköterska 1980 i Skellefteå. Efter åtta år omskolade han sig till journalist. På Västerbottens Folkblad i Umeå bevakade han kommunpolitiken, EU och var kulturredaktör fram till 1998, då han blev chefredaktör på månadstidningen Umeåposten. Samtidigt skrev han på sin debutroman Svin föder svin. År 2000 var han landshövding Georg Anderssons pressekreterare. Efter att ha arbetat som pressinformatör vid Länsstyrelsen Västerbotten och Västerbottens kommunförbund, tog skrivandet upp alltmer av hans tid. År 2006 släpptes Konungarnas konung från Baklandet, en roman som bygger på Valfrid Johanssons liv.
Kent Lundholms författarskap präglas av hans uppväxt i Västerbottens inland och av hans intresse för människor, filosofi och religion. Han är en stor beundrare av Västerbottensförfattaren Torgny Lindgren och har också uttryckt sin beundran för författarinnan Marianne Fredriksson och hennes gnostiskt-kristna filosofi bakom författarskapet. Andra litterära förebilder är Göran Tunström och Peter Nilson. 
Lundholm arbetar som författare, krönikör och föreläsare. Han föreläser bland annat om psykisk ohälsa. I Spring Kent, spring! från 2016 beskriver han sina egna erfarenheter av bipolär sjukdom och ADHD. Ytterligare en roman är Älskade Ester från 2021. Romanen bygger på Ester Nilssons (1896–1985) liv. 
I ett radioföredrag i P1 28 augusti 2023 berättade han att han fått Parkinsons sjukdom.